# Sanu Jallow
Sanu Jallow (* 4. April 2003) ist eine gambisch-US-amerikanische Mittelstreckenläuferin, die sich auf den 800-Meter-Lauf spezialisiert hat. Seit Juli 2024 ist sie international für Gambia startberechtigt und sie ist seit diesem Jahr Inhaberin des gambischen Landesrekordes über 800 Meter.

## Sportliche Laufbahn
Sanu Jallow wurde in Gambia geboren und kam mit neun Jahren in die Vereinigten Staaten und wuchs dort in Charlotte auf. 2022 begann sie ein Studium an der University of Arkansas. 2024 nahm sie über 800 Meter an den Olympischen Sommerspielen in Paris teil und schied dort mit 2:04,44 min in der Hoffnungsrunde aus. Bereits im Vorlauf stellte sie mit 2:03,91 min einen neuen gambischen Landesrekord auf. 

## Persönliche Bestleistungen
- 800 Meter: 1:59,29 min, 11. Mai 2024 in Gainesville
  - 800 Meter (Halle): 2:01,77 min, 10. Februar 2024 in Fayetteville